# Timonius nymannii
Timonius nymannii är en måreväxtart som beskrevs av Theodoric Valeton. Timonius nymannii ingår i släktet Timonius och familjen måreväxter. Inga underarter finns listade i Catalogue of Life.